# Mateus Vital
Mateus Vital est un footballeur brésilien né le 12 octobre 1998 à Rio de Janeiro. Il joue au poste de milieu offensif au Shanghai Port.

## Biographie

### En club
Avec l'équipe du SC Corinthians, il participe à la Copa Libertadores et à la Copa Sudamericana.

### En sélection
Avec l'équipe du Brésil des moins de 23 ans, il participe au Tournoi de Toulon en 2019. Lors de cette compétition, il s'illustre en inscrivant deux buts, contre la France et le Qatar. Le Brésil remporte le tournoi.

## Palmarès

### En sélection
- Vainqueur du Tournoi de Toulon en 2019 avec l'équipe du Brésil des moins de 23 ans

### En club
- Vainqueur du Campeonato Carioca en 2016 avec le Vasco da Gama
- Vainqueur du Campeonato Paulista en 2018 et 2019 avec le SC Corinthians
- Finaliste de la Coupe du Brésil en 2018 avec le SC Corinthians
- Vainqueur de la Coupe de Grèce en 2022 avec le Panathinaïkos.